# Mustapha El Yousfi
Mustapha El Yousfi, né le 9 septembre 1991 à Khénifra, est un footballeur marocain évoluant au poste de milieu offensif au MA Tétouan.

## Biographie
Il inscrit six buts en première division marocaine lors de la saison 2016-2017.